# 崔子方
崔子方（?—?），字彥直，一字伯直，號西疇居士。涪陵（今屬四川）人。
生卒年不详。潛心研究《春秋》一經，與歐陽修、蘇軾、黄庭堅、曾肇等友好。紹聖年間，三次向上請奏希望能夠設置講授《春秋》的博士，沒有被批准，遂隠居真州六合縣（今属江苏），此後閉門著書三十餘年而卒。著有《春秋經解》、《春秋本例》、《春秋例要》等。